# روهبولدينج
روهبولدينج هي بلدة تقع في منطقة تراونشتاين جنوب شرق بافاريا،ألمانيا بالقرب مع الحدود مع النمسا.